# Doaktown
Doaktown es un pueblo canadiense situado en la provincia de Nuevo Brunswick.

## Superficie
Doaktown tiene una superficie de 29,09 km².

## Demografía
En 2021, tenía 808 habitantes, una densidad poblacional de 27,8 hab./km², y 430 viviendas.